# すーぱーこいけ
すーぱーこいけは、かつて群馬県に存在したスーパーマーケット。群馬県沼田市横塚町に所在する有限会社小池が運営していた。沼田商工会議所会員、ブルーチップ加盟。

## 歴史
元養豚業者。1975年（昭和50年）開業の精肉店「小池精肉店」を母体とし、1980年（昭和55年）に創業（4月設立）。沼田市の「横塚店」を第1号に、群馬県北部の北毛地域に出店。地元特産の生鮮食品や加工品、弁当などを取り扱っており、惣菜として販売している自家製のもつ煮は日本テレビ系列の生活情報番組・バラエティ番組『ヒルナンデス!』で紹介されたことがある。鮮魚の仕入れには羽田市場を利用していた。
2019年（令和元年）、沼田市役所が入所する複合施設「テラス沼田」の1階部分（面積約590平方メートル）に出店する予定であったが、改装にかかる初期投資の増額を理由に撤回した。
同年10月22日、吾妻郡高山村中山に「高山店」を出店した。同村では8月をもって唯一営業していたスーパー「エーコープ高山店」（あがつま農業協同組合、JAあがつま）が閉店しており、すーぱーこいけ側の申し出により同店跡地への出店が決定した。同村は村議会での可決をもってJA側から土地と建物を取得し、すーぱーこいけ側に無償で貸与した。地方公共団体が買い物難民対策として企業誘致を行った事例であった。
2022年（令和4年）11月21日、営業中であった5店舗を閉店。事業を停止して自己破産申請の準備を開始し、同年12月2日付けで前橋地方裁判所より破産手続開始の決定を受けた。負債額は約11億2000万円（2022年10月期末時点）。2001年（平成13年）10月期に約20億1500万円あった売上げは、他社スーパー・ドラッグストア・コンビニエンスストアとの競争激化や2019年コロナウイルス感染症による社会・経済的影響により、2021年（令和3年）10月期時点で約11億7000万円まで減少。直近6期中5期において数千万円もの赤字が計上されており、支払い遅延の風評が立つなど経営が不安視されていた。上毛新聞は突然の閉店の知らせに戸惑う地元買い物客らの姿を報じた。また、再びスーパーのない村に戻った高山村の村長・後藤幸三は同紙の取材に対し、買い物弱者対策としてスーパーの誘致を目指すと述べた。同じく沼田市に所在するスーパーマーケットであるサンモールは村からの出店に関する打診に応え、2023年（令和5年）3月29日に「サンモール高山店」としてプレオープン、4月1日から正式に開店。上毛新聞や読売新聞はスーパーの営業再開に安堵する村民の姿を報じた。サンモールは2024年（令和6年）7月11日、旧昭和店跡地に「サンモール昭和店」を開店した。会社は2025年（令和7年）5月8日付で法人格が消滅した。

## かつて存在した店舗
住所は閉店当時のもの。
経営破綻時の店舗
- 横塚店（沼田市横塚町1207）[21] - 1号店[7]。会社所在地[2]。
- 沼田店（沼田市薄根町3304）[22] - 跡地はフィットネスクラブ「GUMMA（ガンマ）沼田店」[23]。
- 昭和店（利根郡昭和村糸井398-1）[24] - 跡地は「サンモール昭和店」[20]。
- 敷島店（渋川市赤城町津久田195-22）[25]
- 高山店（吾妻郡高山村中山2909-4）[26] - 2019年10月22日、エーコープ高山店跡に開店[6]。建物面積280平方メートル[26]。跡地は「サンモール高山店」[18]。

経営破綻前に閉店した店舗
- 町田店（沼田市町田町228-1）[27]
- 渋川店（渋川市川島1553）[28][29]
- 子持店 (北群馬郡子持村[注 2]吹屋571)　[30]
- 水上店（みなかみ町川上115）[31]